# Erika Rikli
Erika Rikli (* 11. November 1907 in Zürich; † 21. September 2002 Horgen; heimatberechtigt in Wangen an der Aare und Basel) war eine frühe Schweizer Ökonomin und Frauenrechtlerin aus dem Kanton Zürich.

## Leben

Die SAFFA Zürich in Bau, Flugaufnahme vom 8. Mai 1958

Erika Rikli war die Tochter von Martin Rikli, Botaniker, und Schwester von Martin Rikli. Den Besuch der Höheren Töchterschule in Zürich und der Handelsschule in Neuenburg schloss sie 1929 mit der Matura ab. Danach absolvierte sie das Volkswirtschaftsstudium in Zürich und Frankfurt am Main und erlangte 1935 die Promotion. Von 1939 bis 1942 war sie Vorsteherin der Haushaltungsschule Zürich, 1942–1946 Leiterin der Gruppe Hauswirtschaft des Eidgenössischen Kriegsernährungsamts, ab 1947 Vorsteherin der hauswirtschaftlichen Fortbildungsschule der Stadt Zürich und Präsidentin des Organisationskomitees der SAFFA 1958. Sie eröffnete diese im Beisein des damaligen Bundespräsidenten Thomas Holenstein. 1949–1961 war sie Vorstandsmitglied des Bundes Schweizerischer Frauenvereine (BSF), arbeitete in Fachkommissionen mit und war 1958–1967 Präsidentin der Kommission für Wirtschaftsfragen. Ausserdem war sie Vertreterin des BSF in der eidgenössischen Kommission für Krisenbekämpfung und Arbeitsbeschaffung.

## Ehrungen
Die Erikastrasse in Zürich ist Erika Rikli gewidmet.

## Werke
- Der Revisionismus. Ein Revisionsversuch der deutschen marxistischen Theorie (1890–1914). H. Girsberger, Zürich 1936. (Diss. Volksw. Univ. Zürich)